# Svjetsko prvenstvo u rukometu za žene – Nizozemska 1986.
Svjetsko prvenstvo u rukometu za žene 1986. održano je u Nizozemskoj od 4. do 14. prosinca 1986. godine.

## Konačni poredak
- Zlato: SSSR
- Srebro: Čehoslovačka
- Bronca : Norveška

## Vanjske poveznice
- www.ihf.info - SP 1986